# 艾莎·梅茲瑪特
艾莎·梅茲瑪特（1991年6月6日—）是一名阿爾及利亞排球運動員，曾代表國家參加2012年倫敦奧運的女子排球比賽，並未獲得獎牌。